# Euphoresia samliana
Euphoresia samliana är en skalbaggsart som beskrevs av Brenske 1901. Euphoresia samliana ingår i släktet Euphoresia och familjen Melolonthidae. Inga underarter finns listade i Catalogue of Life.